# 2462 Nehalennia
A 2462 Nehalennia (ideiglenes jelöléssel 6578 P-L) a Naprendszer kisbolygóövében található aszteroida. Cornelis Johannes van Houten,  Ingrid van Houten-Groeneveld,  Tom Gehrels fedezte fel 1960. szeptember 24-én.